# Qnet
A QNET Ltd  (antigamente QuestNet e GoldQuest)  é uma das principais empresas de venda direta da Ásia, fundada em 1998, por Dato Vijay Eswaran e Joseph Bismark.  A QNET fornece uma gama de produtos que são oferecidos através da plataforma de e-commerce por Representantes Independentes (RIs) em mais de 100 países. Que oferta uma grande  variedade de produtos como : Férias, Relógios suíços, produtos de Energia, de gestão de peso, de Nutrição, de Bem Estar, produtos Domésticos, de Luxo,  Acessórios de Moda e etc.  A empresa também possui escritórios e agências em 28 países em todo o mundo e mais de 50 armazenistas, além de operações localizadas ou franquias em vários países. Sua sede principal está em Hong Kong.
O modelo de Marketing que a empresa utiliza é o de venda direta, com dois métodos de pagamento : principalmente um plano de Network Marketing  binário (formação de equipe de duas pernas, sem teto de renda), e um Marketing Multinível (venda de produtos).
Atualmente , a Qnet se encontra na 4ª posição das Top 100 melhoras empresas do setor de MLM 2018.[1] E em 2015 a revista Business For Home fez uma listagem das 200 melhoras empresas de NM do mundo, bem a cima das outras empresas que podemos encontrar no Brasil. (Mary Kay, Herbalife, Tupperware, Avon, Polishop, Hinode...)
A Qnet é investido na bolsa de valores do NASDAQ. Como também é cliente do MasterCard : a empresa possui o seu próprio cartão MasterCard para saque de comissões.

## História

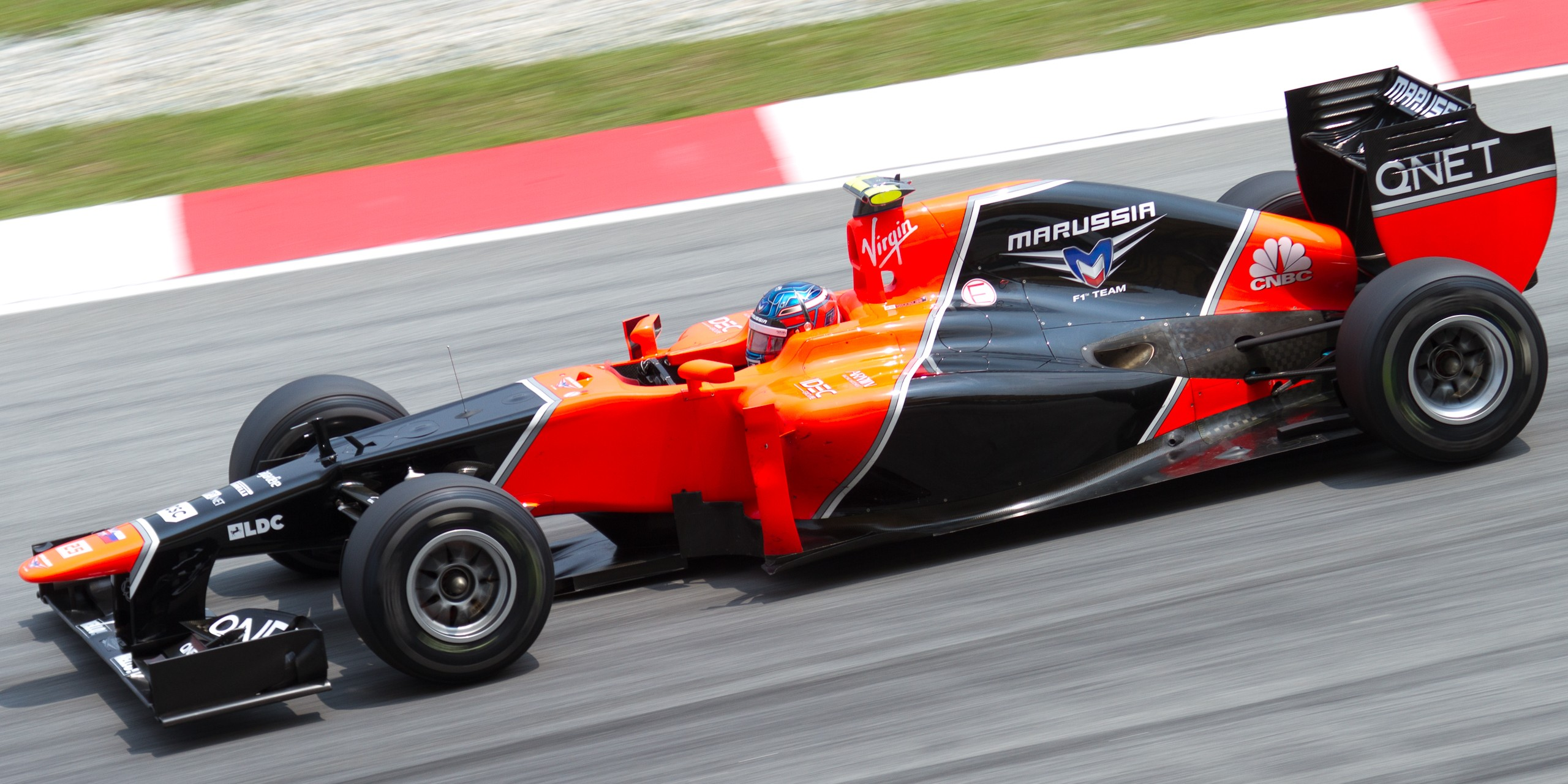
Formula One 2012 Rd.2 Malaysian GP: Charles Pic Marussia(o logotipo de QNet é visível em cima das aletas).

Em meio a crise económica Asiática e da expansão da Internet, um grupo de amigos dirigido pelo Sr. Vijay Eswaran e Sr. Joseph Bismark criam uma empresa de Network Marketing na Manila, nas Filipinas. Os fundadores dirigem depois um time de jovem empresários tendo um bom senso dos negócios, para estabelecer as bases de uma empresa internacional em Hong Kong. Qnet mudou de nome duas vezes para estar de acordo com a evolução de sua gama de produtos e de seus novos instrumentos de marketing.
Em 1998, QNet obtém os direitos de distribuição oficiais das moedas comemorativas dos Jogos Olímpicos de verão de 2000 em Sydney. Hoje suas gamas de produtos são muito estendidas e de alta qualidade. Seus produtos são fabricados essencialmente na Europe (Alemanha, França, Suíça ·  · ), na Austrália, e o produto de filtração da água  é certificada por NSF. E mais, seus serviços de viagens repartidos em várias gamas são consideráveis : perto de 3000 centros de viagens para a gama QVI Club (parceira com o rede XchangeWorld) ; para a gama QVI points há 140.000 alojamentos de vagas de luxo em hotéis, clubs, apartamentos, e até  mesmo vilas, pelo mundo, assim que 6.500 cruzeiros e milhares de passeios e atividades de lazer. Em 2016 foi lançado o site da TripSavr : 400.000 hotéis, alugueis de carro e passeios turísticos.
A empresa Qnet tem as suas próprias  fundações de caridade, RYTHM foundation, Vijayaratnam Foundation, e vários outras, que tem particularmente desde a passagem do tufão Haiyan em novembro 2013 um ação para a reconstrução das Filipinas. Eles também criam escolas para crianças deficientes.
A empresa patrocina regularmente eventos esportivos como o jogo de futebol Arsenal vs Swansea em setembro 2013 na Inglaterra e dos times como o time de fórmula 1 Marussia F1 Team. QNET patrocinou a seleção Brasileira de Futebol em 2006.  E desde agosto 2014, é patrocinador oficial do club de futebol Manchester City

## LISTA DE HONRA DA QNET
A empresa Qnet do grupo QI of company está registrada na Federação Mundial de Venda Direta e Associados -WFDSA- (World Federation Direct Selling Associations). A WFDSA tem como principais objetivos: buscar o mais alto nível de conduta ética no mercado global; promover a defesa de direitos através de parcerias com líderes governamentais, consumidores e acadêmicos em todo o mundo, fortalecendo a administração das Associações Nacionais de Venda Direta e promovendo a integração e alinhamento de vendas diretas e empresa. Tem como missão:
- Envolver, manter e promover os mais altos padrões globais para uma conduta responsável e ética.
- Defender as posições e interesses do setor com governos, mídia e principais influenciadores.
- Servir como um recurso global confiável para obter informações sobre vendas diretas.
- Facilitar a interação entre executivos de vendas diretas em questões de importância para o setor.

Como toda grande empresa renomada, a Qnet , por ser uma das Top 100 melhores empresas de MLM/NM , foi alvo de sabotagem da concorrência, como também, sofreu abusos de pessoas que tentaram usufruir da sua imagem para obter benefícios próprios de maneira ilícita. A Qnet por ser dotada em direito, acionou sua equipe jurídica para por um fim nas falsas acusações e atos ilícitos de pessoas (de fora e de dentro da companhia) e das empresas concorrentes que tentaram denegrir a sua imagem. A verdade foi esclarecida, como testemunhou Donald Frazier  para a revista muito famosa Forbes.Num outro artigo, Frazier explica que as acusações contra Qnet « têm tendência de provir de fonte apócrifas, anônimas, ou desacreditadas ». Lembrando-se que, para se tornar um Representante Independente da Qnet, este é submetido a aceitar as regras de ética e procedimentos políticos da empresa , infringindo uma delas seu cadastro será cancelado após analise feita pela própria companhia , assim , perdendo vinculo com a empresa.

## Associações da indústria das quais a Qnet faz parte
- Associação de Venda Direta da Malásia (DSAM)[42]
- Associação de Venda Direta de Singapura (DSAS)[42]
- Associação de Venda Direta das Filipinas (DSAP)[42]
- Instituto de Ética Empresarial da Malásia (BEIM)[42]
- Associação de Alimentos Saudáveis de Hong Kong (HKHFA)[42]
- Suplementos de Saúde Industry Association of Singapore (HSIAS)[42]
- Associação de Comércio Digital das Filipinas (DCOM)[42]
- Associação de Venda Direta da Indonésia (APLI)[42]

## QNET Timeline - Viagem ao longo dos anos
- Em 1998, em meio à crise econômica asiática pontocom, um grupo de amigos liderados por duas personalidades carismáticas montou um negócio de marketing de rede em Manila, nas Filipinas, conhecido hoje em todo o mundo como QNET. Os fundadores, Vijay Eswaran e Joseph Bismark, lideraram uma equipe de empreendedores entusiastas, trabalhadores, jovens e experientes em negócios para estabelecer a empresa internacional na dinâmica cidade de Hong Kong. Adquire os direitos oficiais de distribuir as moedas comemorativas dos Jogos Olímpicos de Sydney de 2000.[31]
- Em 1999 , ao contrário das outras empresas de venda direta e porta a porta, redefine os negócios e se torna uma das primeiras empresas asiáticas a impulsionar o marketing de rede on-line com o lançamento do seu site oficial de E-Commerce. Floresce em todo o Sudeste Asiático, começando por Singapura e Malásia. The-V (o braço de treinamento de rede da QNET) celebra o primeiro aniversário no Westin Philippine Plaza Hotel com 1.000 convidados.[31]
- Em 2000, após uma entrada bem-sucedida na indústria de numismática, a QNET continua a se expandir internacionalmente e formaliza uma aliança estratégica com B.H. Mayer’s Mint, na Alemanha, uma das mais antigas empresa de cunhagem privadas da Europa. A eStore está integrada ao site da QNET para maximizar as oportunidades de comércio na Internet e aprofundar os relacionamentos da empresa com seus clientes. Nesse ano, 5.000 profissionais de marketing de rede participaram da reunião da The-V no Estádio ULTRA, nas Filipinas.[31]
- Em 2001, assegura um acordo histórico para os direitos oficiais de marketing do programa monetário da Copa do Mundo da FIFA 2002 na Coreia e Japão. Também nomeado pela Organização das Nações Unidas para Agricultura e Alimentação (FAO) como agente mundial exclusivo do Programa de Moedas de Ouro da FAO. A QNET chega à Índia, Dubai, Indonésia e Tailândia. A série de eventos da V-Convention é lançada, com o evento inaugural realizado em Bali, na Indonésia.[31]
- Em 2002, inicia seus pacotes de férias do QVI Club e, posteriormente, faz parceria com um dos principais fornecedores mundiais de produtos e serviços nos setores de viagens e lazer. Melhora a eStore ao lançar uma coleção diversificada de mais de 100 produtos que incluem jóias de luxo, relógios e acessórios. Os escritórios de representação da QNET são abertos em Taiwan e Abu Dhabi. Os negócios se expandem para países como Austrália, Emirados Árabes Unidos, Sri Lanka, Reino Unido, Finlândia e Europa Oriental.[31]
- Em 2003, a Microsoft destaca a QNET como uma das pioneiras na adoção da tecnologia da Internet, pois a QNET implanta o Microsoft Windows Server 2003, um ambiente tolerante a falhas que oferece segurança de primeira classe, melhor gerenciamento do sistema e alta capacidade de transação. Forma uma aliança estratégica com a Federação Internacional de Badminton (IBF) e patrocina o Campeonato Mundial de Badminton QI-IBF 2003 em Birmingham, Inglaterra. Apresenta "Disney on Ice - A bela e a fera" em Penang, na Malásia, para uma plateia de 200 crianças órfãs. Torna-se o segundo maior expositor do Singapore International Coin Show em Suntec, Singapura. Participa da Feira Internacional de Dinheiro de Kuala Lumpur em Kuala Lumpur, Malásia, em 2003, e é premiada como o segundo maior, mais interativo e mais frequentemente visitado. Nomeado como um dos poucos distribuidores autorizados de moedas oficiais para os Jogos Olímpicos de Atenas 2004, reforçando a sua presença internacional.[31]
- Em 2004, é nomeada como distribuidor licenciado do programa de moedas comemorativas da Federação Internacional de Futebol (FIFA) para um recorde de 89 países. Uma cerimônia de assinatura é realizada entre a QNET e o Ministério do Turismo do Camboja para o endosso da Moeda Comemorativa de Angkor Wat. Uma doação substancial é dada à Fundação Cruz Vermelha do país. Divulga um novo plano de remuneração complementado com oportunidades e benefícios atraentes. Introduz a marca de relógios e jóias de luxo Bernard H. Mayer na rede.[31]
- Em 2005, investe em um provedor de telecomunicações independente com sede no Reino Unido que forneceu algumas das soluções de telecomunicações mais avançadas do Reino Unido. Número de representantes independentes da QNET em todo o mundo chega a um milhão. Despacha a comunicação por SMS com os RIs em todo o mundo para atualizações semanais e notícias. Desempenha um papel ativo nas operações de socorro nos países afetados pelo Tsunami Asiático de Dezembro de 2004, através da Fundação RYTHM[43]. Lançamento do livro "Sphere of Silence", de Dato 'Vijay Eswaran.[31]
- Em 2006 adquire a fabrica de relógios suíços Cimier em Zug, Suíça, permitindo 100% de design e fabricação interna da linha de produtos de luxo Bernard H. Mayer. Faz um investimento multimilionário em um resort cinco estrelas em Koh Samui, reformado e reaberto como o Prana Resorts & Spa - um resort ecológico que é um dos primeiros resorts totalmente vegetarianos do mundo. Introduz o Amezcua Bio Disc, baseado em nanotecnologia, como um dos produtos de bem-estar mais populares. Expande-se na linha de produtos consumíveis com a adição de suplementos alimentares. Torna-se o patrocinador principal do Team Meritus na Fórmula V6 Series na China.[31]
- Em 2007 equipa-se com instituições internacionais para promover o seu objetivo de mudar vidas. Coopera com os países da Commonwealth para melhorar o comércio e o investimento global patrocinando o Commonwealth Business Forum 2007 em Uganda. Mostra apoio para aliviar o sofrimento humano doando para o Crescente Vermelho do Bahrein (BRCS). A eStore da QNET passa por uma grande reformulação com o acréscimo de ferramentas de marketing e treinamento para download, suporte multilíngue, Virtual Office aprimorado e localização.[31]
- Em 2008, torna-se o principal patrocinador e parceiro da Equipe QI Meritus Mahara no primeiro GP2 Asia Series 2008. Nomeado para o distribuidor oficial pela terceira vez da Coin Memorabilia dos Jogos Olímpicos para os Jogos Olímpicos de Pequim 2008. Participa no WFDSA World Congress XIII em Singapura pela Federação Mundial da Associação de Venda Directa. O Conselho Consultivo da QNET é formado por especialistas em assuntos jurídicos e corporativos, além de desenvolvimento de negócios e produtos, para tomada de decisões estratégicas. Celebra o décimo aniversário. Lança a revista aspIRe, dedicada aos IRs. Lança o XChangeWorld Holiday Share Netowork, para trazer mais de 3000 hotéis em 120 países para os membros do QVI Club.[31]
- Em 2009, a QNET é aceita como membro da Associação de Distribuição Direta da Malásia (MDDA) e do Instituto de Ética Empresarial da Malásia (BEIM).[31] Faz parceria com a World Vision International e doa US $ 110.000 para patrocinar 121 crianças carentes em 11 países com um programa de patrocínio de dois anos. Indução na prestigiosa Associação de Venda Direta de Singapura (DSAS), uma associação formada para representar o interesse de empresas de venda direta legítimas. Patrocinado Yonex-Sunrise Hong Kong Open Badminton Super Series 2009, devidamente aprovado pelo BWF (Badminton World Federation). Parceria com a Confederação Asiática de Futebol (AFC) como patrocinadora oficial da Liga dos Campeões da AFC. Classificada como uma das principais empresas de marketing de rede da Indonésia por uma importante revista de negócios.[31] Patrocinadores do evento CASE (Consumer Association of Singapore). O golfista profissional Thongchai Jaidee (Top 50 do mundo; Asia Top 3) torna-se o embaixador oficial de produtos da gama de pendentes de desempenho energizado da QNET, Veloci-Ti.[31]
- Em 2010, adiciona outra associação da Direct Selling Association às suas operações globais, com uma entrada na Associação de Vendas Diretas da Malásia (DSAM) para a QNET Malaysia, como prova da crescente influência da empresa e posição na indústria global de vendas diretas.[31] E o Diretor da empresa foi nomeado como Tesoureiro Honorário na DSAS (Associação de Vendas Diretas de Singapura). A Qnet recebeu o reconhecimento da Caring Company pelo Conselho de Serviços Sociais de Hong Kong, pelo terceiro ano consecutivo.[31] A Presidente Executiva da QNET, Sra. Donna Imson, é nomeada para o prestigioso prêmio de "Melhor da Melhor Indústria de Marketing de Rede" pela Multi-Level Marketing International Association (MLMIA).[31]
- Em 2011, recebe Certificado de Melhores Práticas da International Body para a Indústria de Contact Centers, Contact Center World.[31] A mídia da indústria coroa a QNET com três prêmios conceituados: Prêmio Melhor Aluno Direto de Venda Direta da China, Prêmio Melhor Equipe de Venda Direta Mundial de Obtenção e Prêmio Networking Times Master Networker.[31] Aceito como membro da Associação de Indústria de Suplementos de Saúde de Singapura (HSIAS) e Associação de Alimentos de Saúde de Hong Kong (HKHFA).[31]
- Em 2012, Qplus (escritório de representação da QNET nas Filipinas) é introduzido na Associação de Venda Direta das Filipinas (DSAP).[31] Amarre-se com o Western Union Money Transfer. Aprimora seu Plano de Compensação em um Plano Híbrido que paga mais, promove um forte sistema de recompensas e reconhecimento e apóia melhor o modelo de compra repetida, enquanto ainda apóia o modelo de vendas qualificável durável, nomeado  QInfinite representando uma oportunidade ilimitada de ganhar . Localiza suas operações no Egito e na Costa do Marfim, com uma estratégia de localização ambiciosa para os anos seguintes.[31]
- Em 2013,  lançamento do QNet MasterCard pré-pago. A QNET re-patrocina o Tour du Faso, um importante circuito anual de ciclismo africano. A SHARP escolhe a plataforma de venda direta de comércio eletrônico da QNET para comercializar seus purificadores de ar patenteados. Patrocinado pela Indian Davis Cup Team.[31]
- Em 2014, torna-se o parceiro oficial de vendas diretas do vencedor da Barclays Primier League 2013-2014 - Manchester City Football Club (MCFC). QNET leva prêmio de inovação móvel em uma cúpula de liderança internacional sobre excelência em relacionamento com o cliente e qualidade de serviço. Introduz um aditivo de óleo de motor revolucionário, tratamento de metal de titânio. Recebe Certificação TRUSTe.[31]
- Em 2015, A QNET é uma das primeiras empresas a ser credenciada conjuntamente pela Casetrust e pela DSAS (Associação de Venda Direta de Singapura).[31]